# Мигел Анхел Моратинос
Мигел Анхел Моратинос (шп. Miguel Ángel Moratinos Cuyaubé; Мадрид, 8. јун 1951) је шпански политичар и дипломата. Члан је Социјалистиче радничке партије Шпаније и од 2004. представник Кордобе у шпанском Представничком конгресу. Од 18. априла 2004. до 21. октобра 2010. је обављао дужност шпанског министра иностраних послова у влади Хосеа Луиса Запатера.

## Биографија
Мигел Анхел Моратинос је рођен у Мадриду 8. јуна 1951. године. Студирао је правне и политичке науке у Мадриду (шп. Universidad Complutense de Madrid).
Дипломатску каријеру је започео у амбасади Краљевине Шпаније у Београду, где је обављао дужности првог секретара од 1979. до 1980. и отправника послова од 1980. до 1984. године
Од 1996. до 2003. је обављао дужност Специјалног изасланика Европске уније за успостављање мира на Блиском истоку. Након тога је именован за министра иностраних послова у влади Хосеа Луиса Запатера.
Кандидат је за извршног директора Организације за храну и пољопривреду при Уједињеним нацијама за период од 2012. до 2015. године.
Ожењен је францускињом Доминик Монак. (фр. Dominique Maunac) са којом има троје деце
Течно говори шпански, енглески и француски, а добро руски и српско-хрватски језик.

## Награде и признања
Звање почасног грађанина Београда му је уручено 12. децембра 2009. године због заслуга за „афирмацију Београда, допринос развоју сарадње и унапређења међусобних односа Србије и Шпаније“.